# 鈴木愛実
鈴木 愛実（すずき まなみ、1997年5月1日 - ）は、静岡エフエム放送（K-MIX）のアナウンサー、パーソナリティである。

## 来歴
立命館大学卒業後、2020年4月に静岡エフエム放送（K-mix）へ入社。入社直後から冠番組である『鈴木愛実のミレニアルバブル』のほか『K-mix らじコン』などの番組を担当している。

## 人物
大阪府三島郡島本町出身。本人は大阪育ちであるが、両親が静岡県出身である。
趣味は漫才やドラマの鑑賞・ハモること・ジェルネイル・自炊、また特技はドラム・エレクトーン・オーボエ・二胡・ロボットの動き。
大学時代は漫才についての研究も行っていた。またアカペラサークル”Clef”に所属、「のだめ」の愛称で活動していた。
2023年11月28日放送の『やるやん』にて、ブリティッシュショートヘアの猫を飼い始めたことを公表した。名前は「おむすび」。

## 現在の担当番組
2025年1月現在
- K-mix らじコン（土曜日11:00 - 12:55、2020年4月4日 - ）
- 鈴木愛実の、やるやん!（火曜日20:30 - 21:00、2021年4月6日 - ）
- K-MIX GOOD-TIE! (水・木曜日11:30 - 14:55、2023年4月5日 - ）
- さとう。とすずき (水曜日 21:55 - 22:00、2025年1月1日 - ）

## 過去の担当番組
- 鈴木愛実のミレニアルバブル
- K-mix鳴ルホド!!楽器部
- 京太朗と愛実
- アカペラボ －A cappella lab－
- ほめるラジオ[8]
- K-mix Wiz.（月・火曜日）
- キミ×名古屋外大[9]
- G・N・M 〜Good night music〜（日曜日24:00 - 25:00、2024年3月17日 - 9月30日　ナレーションのみ）